# Stambolijski
Stambolijski (bulharsky Стамболийски, původně Гара Кричим, v letech 1969 až 1979 Нови Кричим) je město ve středním Bulharsku, ležící v Hornothrácké nížině před severním úpatím Západních Rodopů. Žije tu přibližně 11 tisíc obyvatel.
Jde o správní středisko stejnojmenné obštiny v Plovdivské oblasti.

## Historie
Sídlo vzniklo v letech 1873 – 1875 v souvislosti s výstavbou železniční trati do Cařihradu pod názvem Gara Kričim (Nádraží Kričim). V roce 1926 zde žilo 224 obyvatel. Poté sem v rámci výměny obyvatelstva mezi Řeckem a Bulharskem přišli bulharští osídlenci z Makedonie a Západní Thrákie, takže zde v roce 1934 bydlelo 554 obyvatel. Postupně se stalo průmyslovým centrem. Městem je od roku 1964. V roce 1969 bylo přejmenováno na Novi Kričim (Нови Кричим). Současný název po bulharském premiérovi Alexandrovi Stambolijském nese od roku 1979.

## Obyvatelstvo
K 15. září 2024 ve městě žilo 11 177 obyvatel a bylo zde trvale hlášeno 11 889 obyvatel. Podle sčítání 1. února 2011 bylo národnostní složení následující:
- Bulhaři: 4 611 (91.7 %)
- Romové: 405 (8.1 %)
- ostatní[p 2]: 15 (0.3 %)